# عمرو خالد خليفة
عمرو خالد خليفة هو لاعب إسكواش مصري، ولد في 27 نوفمبر 1992 في القاهرة في مصر.

## وصلات خارجية
- عمرو خالد خليفة على موقع SquashInfo.com (الإنجليزية)